# Фёльген, Роберт
Роберт Фёльген (Иоахим Вильгельм Роберт Фёльген, нем. Joachim Wilhelm Robert Feulgen, 2 сентября 1884, Верден-на-Руре, Германская империя — 24 октября 1955, Гиссен, ФРГ) — немецкий врач, физиолог, гистолог и химик, профессор Гиссенского университета. Предложил новый метод окраски гистологических препаратов для выявления ДНК, названный в его честь.

## Биография
Роберт Фёльген родился 2 сентября 1884 года в Вердене-на-Руре (ныне Верден, административный район города Эссен, Германия), в рабочей семье. Посещал гимназии в Эссене и Зосте. Учился прилежно, и в 1905 году смог поступить в университет.

### Обучение медицине
Обучался медицине во Фрайбургском университете им. Альберта и Людвига, а также в Университете им. Христиана Альбрехта (Киль); в 1910 году успешно сдал госэкзамен. Практическую специализацию проходил в Киле (городская больница), и там же подготовил квалификационную научную работу, посвящённую обмену пуринов у больных с хронической подагрой.

### Исследования в Институте физиологии Берлинского университета
По окончании резидентуры Фёльген переехал в Берлин, где в течение шести лет (1912—1918) занимался научными исследованиями в отделе химии Института физиологии Берлинского университета (нем. Das physiologische Institut der Universität Berlin). Под руководством Германа Штойделя (нем. Hermann Steudel), специалиста по химии нуклеиновых кислот, молодой учёный пытался найти наиболее удачный способ окрашивания гистологических препаратов тимуса для выявления «тимонуклеиновой кислоты» (так в те времена называли ДНК). В первые десятилетия XX века ещё не было известно о роли нуклеиновых кислот в процессах передачи наследственной информации — тогда учёные полагали, что эту функцию, возможно, выполняют белковые соединения.
В 1914 году Фёльгену удалось найти оптимальное решение поставленной задачи — он разработал гистохимический метод выявления «настоящей нуклеиновой кислоты» (ядерной ДНК), впоследствии названный реакцией Фёльгена (другие названия: окраска ядер по Фёльгену, выявление ДНК по Фёльгену). Сам учёный именовал своё открытие «нуклеарной реакцией».

### Институт физиологии Гиссенского университета
В 1919 году Фёльген защитил диссертацию, посвящённую новейшим исследованиям нуклеиновых кислот, и получил степень доктора философии (PhD). Вскоре после этого он был приглашён на исследовательскую должность в Институт физиологии Гиссенского университета (нем. Das physiologische Institut der Universität Gießen). С 1923 года преподавал в университете. В 1931 году стал директором Института физиологии, а в 1939 году получил звание профессора.
Умер 24 октября 1955 г. в Гиссене (Германия), в возрасте 71 года.

## Вклад в науку
...Фёльгену удалось выделить действительно только нуклеиновую, или ядерную кислоту, о чём он и доложил участникам Физиологического конгресса в Тюбингене. Но это его сообщение было встречено со скепсисом. Только А. Коссел поддержал молодого исследователя. В 1937 г. Фёльген усовершенствовал свой метод и провёл «нуклеарную» реакцию в проростках ржи. Тем самым он опроверг деление нуклеиновых кислот на ... животные и растительные. Но опять же никто не обратил внимания на это его открытие. Время нуклеиновых кислот ещё не наступило. Хотя вполне могло бы…

### Гистохимический метод выявления ДНК
Реакция Фёльгена (1914) широко применяется при исследовании хромосом и определении количества ДНК в клетке. При окрашивании клеточных ядер по Фёльгену подготовленные препараты исследуемых тканей подвергают воздействию соляной кислоты, а затем около часа выдерживают в реактиве Шиффа (фуксинсернистой кислоте), с последующей промывкой, высушиванием, обезвоживанием и просветлением. При этом ядерные структуры, содержащие ДНК, приобретают пурпурную окраску.

### Другие научные достижения
- Роберт Фёльген установил единство ядерной ДНК («тимонуклиновой кислоты») животных и растительных клеток[4][9].

- В 1936 году Фёльген обнаружил, что нуклеиновые кислоты являются полимерами, образованными из олигонуклеотидов, состоящих из четырёх видов азотистых оснований (аденина, гуанина, цитозина и тимина[K 4])[3].
- Р. Фёльген опубликовал около семидесяти научных статей и фундаментальный обзор по химии нуклеиновых кислот[3].

## Основные труды
Монография
- Feulgen, R.; Frieda Feulgen-Brauns. Chemie und Physiologie der Nukleinstoffe nebst Einführung in die Chemie der Purinkörper (нем.). — Berlin: Gebrüder Borntraeger[англ.], 1923. — S. 432. (рус. Химия и физиология нуклеинов и введение в химию пуринов)

Статьи
- Feulgen R. Das Verhalten der echten Nucleinsäure zu Farbstoffen. I. Mitteilung (нем.) // Hoppe-Seylers Z Physiol Chem : magazin. — 1912. — Bd. 80, Nr. 1. — S. 73—78.. (рус. Реакция настоящей нуклеиновой кислоты[K 5] на красители. Сообщение I)
- Feulgen R. Das Verhalten der echten Nucleinsäure zu Farbstoffen. II. Mitteilung (нем.) // Hoppe-Seylers Z Physiol Chem : magazin. — 1913. — Bd. 84, Nr. 5. — S. 309—328. (рус. Реакция настоящей нуклеиновой кислоты на красители. Сообщение II)
- Feulgen R. Über eine Nucleinsäure aus der Pankreasdrüse. I. Mitteilung (нем.) // Hoppe-Seylers Z Physiol Chem : magazin. — 1913. — Bd. 88, Nr. 5. — S. 370—376. (рус. О нуклеиновой кислоте поджелудочной железы)
- Feulgen R. Zur Darstellung der Nucleinsäure aus Kalbsthymus (нем.) // Hoppe-Seylers Z Physiol Chem. — 1914. — Bd. 90, Nr. 3. — S. 261—270. (рус. О выделении нуклеиновой кислоты из тимуса телёнка)
- Feulgen R. Über b-Nucleinsäure (нем.) // Hoppe-Seylers Z Physiol Chem. — 1914. — Bd. 91, Nr. 3. — S. 165—173. (рус. О B-нуклеиновой кислоте)
- Feulgen R. Über die «Kohlenhydratgruppe» in der echten Nucleinsäure. Vorläufige Mitteilung (нем.) // Hoppe-Seylers Z Physiol Chem : magazin. — 1914. — Bd. 92, Nr. 2. — S. 154—158. (рус. Об «углеводной группе» настоящей нуклеиновой кислоты. Предварительное сообщение)
- Feulgen R. Über die «Kohlenhydratgruppe» in der echten Nucleinsäure. II. Mitteilung (нем.) // Hoppe-Seylers Z Physiol Chem : magazin. — 1917. — Bd. 100, Nr. 5—6. — S. 241—258. (рус. Об «углеводной группе» настоящей нуклеиновой кислоты. Сообщение II)
- Feulgen R. Über den Bau der echten Nucleinsäure (нем.) // Hoppe-Seylers Z Physiol Chem. — 1918. — Bd. 101, Nr. 5—6. — S. 288—295. (рус. О строении настоящей нуклеиновой кислоты)
- Feulgen R. Darstellung und Eigenschaften der Thyminsäure (нем.) // Hoppe-Seylers Z Physiol Chem. — 1918. — Bd. 101, Nr. 5—6. — S. 296—309. (рус. Выделение тиминовой кислоты и её свойства)
- Feulgen R. Bestimmung der Purinbasen in Nucleinsäuren nach huminfreier Spaltung (нем.) // Hoppe-Seylers Z Physiol Chem : magazin. — 1918. — Bd. 102, Nr. 5—6. — S. 244—251.
- Feulgen R. Neue Darstellungsmethoden von Nukleinsäuren (нем.) // Hoppe-Seylers Z Physiol Chem. — 1920. — Bd. 111. — S. 257—272. (рус. Новые методы выделения нуклеиновых кислот)
- Feulgen R., Rossenbeck H. Mikroskopisch-chemischer Nachweis einer Nukleinsäure vom Typus der Thymonukleinsäure und die darauf beruhende elektive Färbung von Zellkernen in mikroskopischen Präparaten (нем.) // Hoppe-Seylers Z Physiol Chem : magazin. — 1924. — Bd. 135. — S. 203—248. (рус. Гистохимическое выявление нуклеиновой (тимонуклеиновой) кислоты и основанная на этом способе элективная окраска ядер в микроскопических препаратах)
- Feulgen R., Volt K. Über den Mechanismus der Nuclealfärbung. I Mitteilung. Über den Nachweis der reduzierenden Gruppen in den Kernen partiell hydrolysierter mikroskopischer Präparate (нем.) // Hoppe-Seylers Z Physiol Chem : magazin. — 1924. — Bd. 135, Nr. 5—6. — S. 249—252. (рус. О процедуре окрашивания ядер. Сообщение I. К доказательству уменьшения числа химических групп в ядрах частично гидролизованных микроскопических препаратов)
- Feulgen R., Volt K. Über die für die Nuclealfärbung und Nuclealreaktion verantwortlich zu machenden Gruppen (нем.) // Hoppe-Seylers Z Physiol Chem : magazin. — 1924. — Bd. 137, Nr. 3—6. — S. 272—286.
- Feulgen R. Über a- und b-Thymonucleinsäure und das die a-Form in die b-Form überfahrende Ferment (Nucleogelase) (нем.) : magazin. — 1935. — Bd. 237, Nr. 5—6. — S. 261—267.
- Feulgen R., Boguth W., Andresen G. Quantitative Bestimmung der Acetalphosphatide (Plasmalogen) im Serum unter Berücksichtigung des „Waelsch-Effektes“ (нем.) // Hoppe-Seylers Z Physiol Chem : magazin. — 1951. — Bd. 287, Nr. 1—2. — S. 90—108. — PMID 14823605. (рус. Количественный анализ ацетальфосфатидов сыворотки крови (плазмалогенов) в связи с так называемым «эффектом Вэлша»)
- Feulgen R., Boguth W., Seydl G., Andresen G. Der „Plasmalogentest“ und der „Farbquotient der Acetalphosphatide“ im Blutserum (нем.) // Hoppe-Seylers Z Physiol Chem : magazin. — 1953. — Bd. 295, Nr. 1. — S. 271—277. — ISSN 0018-4888. — PMID 13128720. (рус. Определение плазмалогенов и «цветовой коэффициент ацетальфосфатидов» сыворотки крови)
- Thiele O. W., Feulgen R., Andresen G. Die Größe des „Farbquotienten der Acetalphosphatide“ im normalen menschlichen Blutserum (нем.) // Hoppe-Seylers Z Physiol Chem : magazin. — 1955. — Bd. 302, Nr. 2—3. — S. 92—95. — PMID 13306164. (рус. Величина «цветового коэффициента ацетальфосфатидов» сыворотки крови человека в норме)

## Память
- Одна из улиц Вердена названа в честь Роберта Фёльгена (нем. Robert-Feulgen-Straße).
- C 1971 года Общество гистохимии (международная некоммерческая организация, издающая журнал Histochemistry and Cell Biology[англ.] — рус. «Гистохимия и биология клетки»)[12] вручает Премию имени Р. Фёльгена за выдающиеся достижения в области гистохимии[13].
- С 1979 года на ежегодных симпозиумах этого общества одному из учёных, внесших существенный вклад в развитие гистохимии и микроскопических методов исследования, предоставляется почётное право выступить с научным докладом (Чтения имени Р. Фёльгена)[14].